# میانزولان
میانزولان، روستایی از توابع بخش سامن شهرستان ملایر در استان همدان ایران است.

## جمعیت
این روستا در دهستان اورزمان قرار دارد و براساس سرشماری مرکز آمار ایران در سال ۱۳۹۵، جمعیت آن ۱۷۹ نفر (۵۳خانوار) بوده‌است.جمعیت این روستا قبل از درگیری که در این روستا رخ داده به بیش از ۴۰۰ نفر میرسیده است که پس از درگیری جمعیت آن تقلیل پیدا کرد.